# 燐光

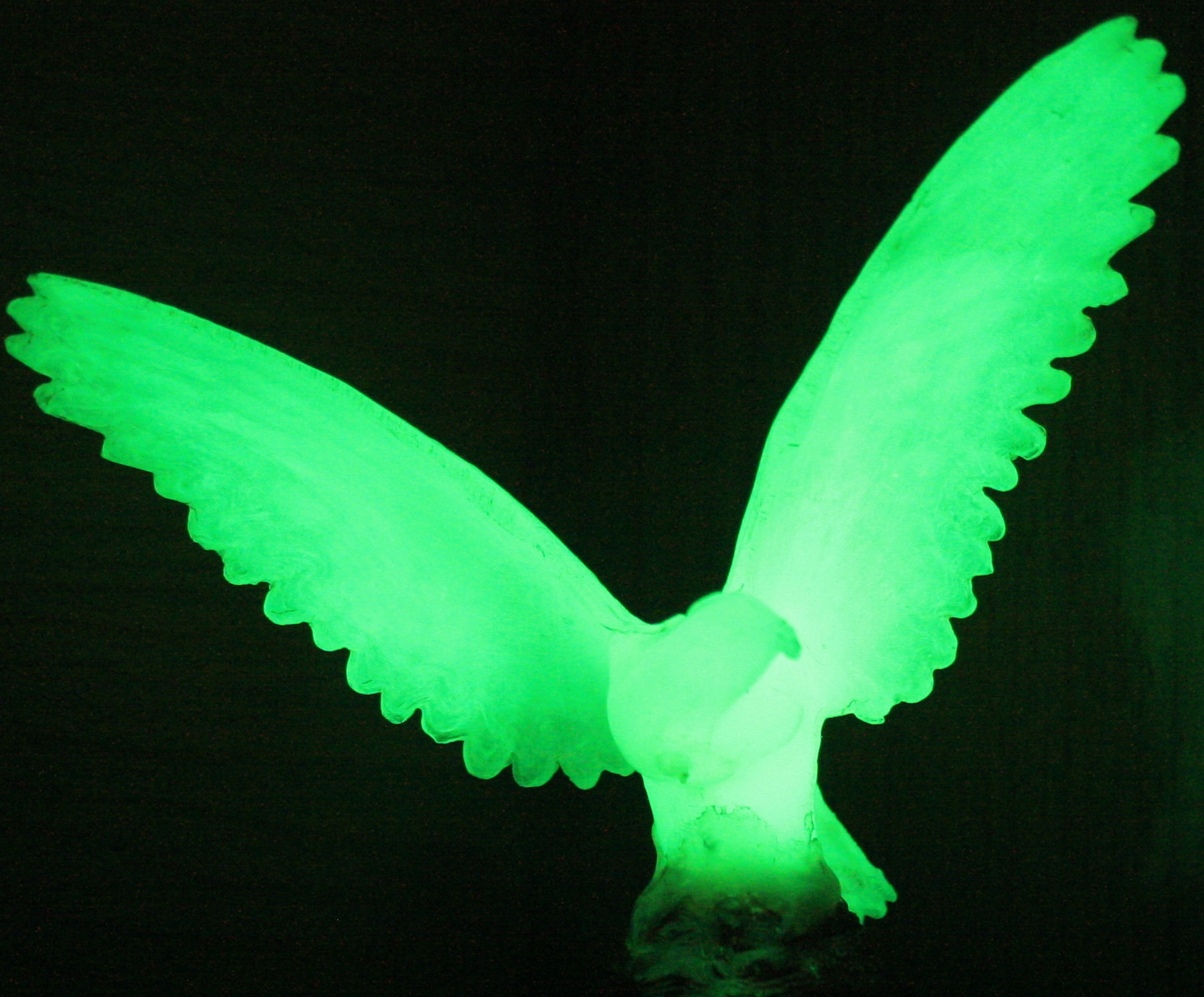
燐光

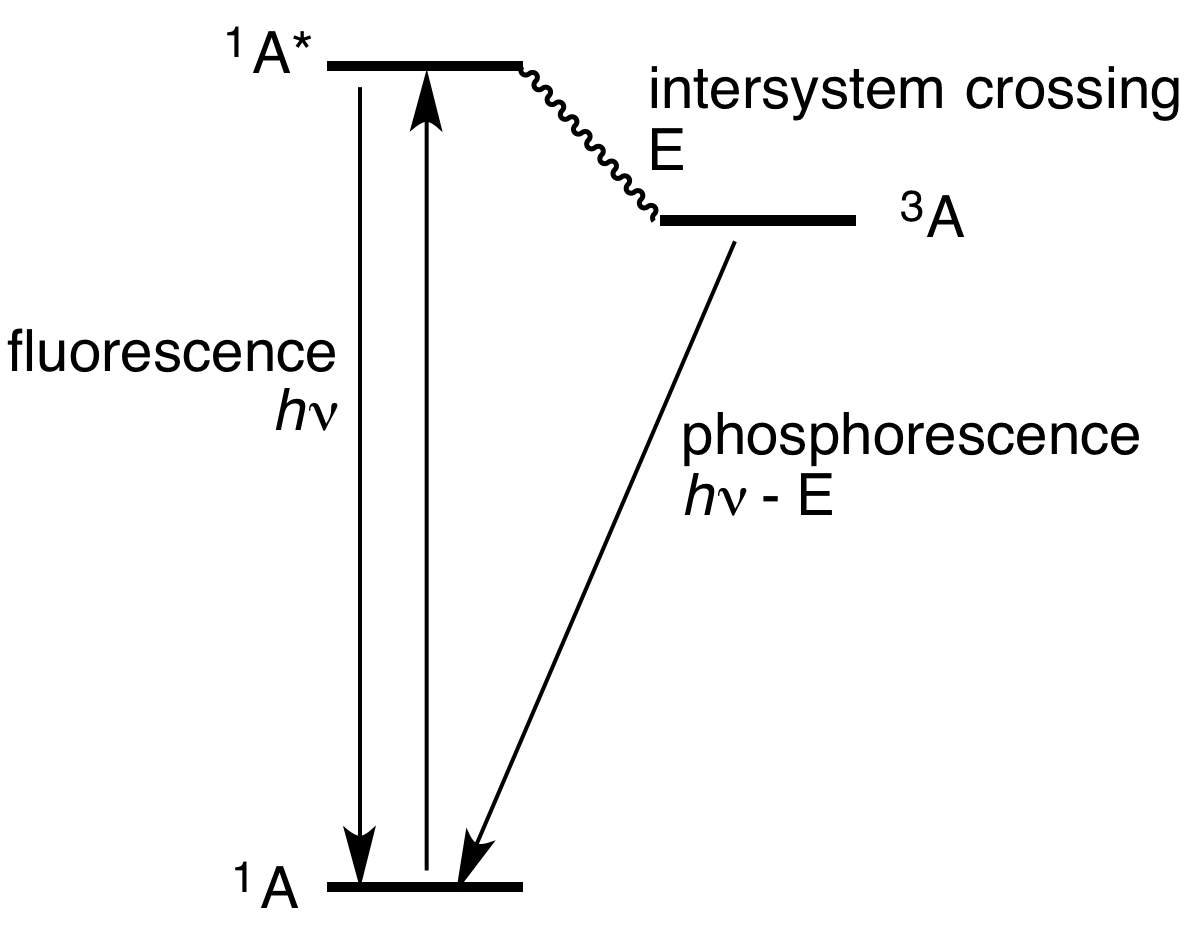
蛍光と燐光のメカニズムの違い

燐光（りんこう、phosphorescence）とは、かつては腐敗した生物などから生じた黄リン（白リン）が空気中で酸化する際の青白い光（発火点は約60度）を指した。現在では物質が光を発する現象、またはその発する光の全般を指す。
蛍光も同じ発光現象（ルミネセンス）であるが、蛍光は励起一重項状態から基底一重項状態への許容遷移の際に起こるのに対し、燐光は励起三重項状態から基底一重項状態への禁制遷移の際に起こる。そのため、蛍光に比べると燐光は一般的に寿命が長くなる。両者の違いについては蛍光に詳しく。ルミネセンス（主にフォトルミネセンス）において、励起光が消失したあとも長く発光することから蓄光性とも呼ばれ、蓄光塗料（夜光塗料）として利用される。
有機EL素子（エレクトロルミネセンス）では、量子物理化学より、電荷再結合により一重項励起子と三重項励起子が統計的に25：75の比で生成されることが知られている。一重項励起子は三重項励起子への項間交差も起こすため、EL燐光材料（100 %励起三重項状態が生成されるイリジウム錯体、白金錯体などの遷移重金属錯体）を有機ELに用いた場合には内部量子収率を理論上100 %にすることが可能であり、注目を集めている。

硫化亜鉛とアルミン酸ストロンチウムの燐光色素としての比較
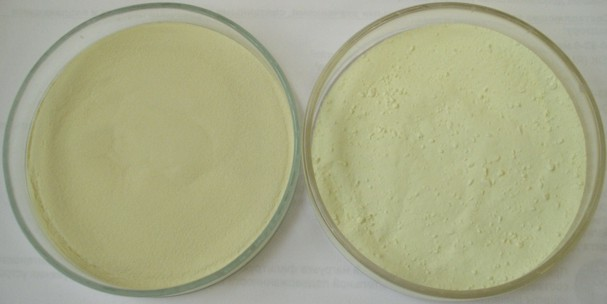
左：硫化亜鉛、右：アルミン酸ストロンチウム
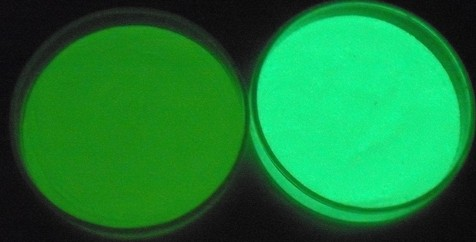
消灯直後
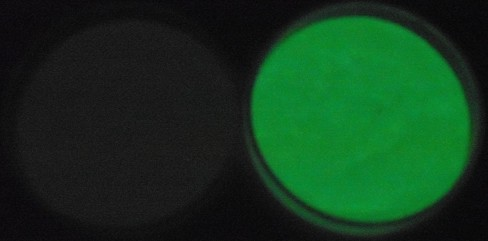
消灯4分後